# 阿波斯托洛韋
阿波斯托洛韋（烏克蘭語：Апостолове，羅馬化：Apostolove，發音：[ɐˈpɔstolowe] ⓘ），或按俄語译为阿波斯托洛沃，是乌克兰第聂伯罗彼得罗夫斯克州克里維里赫區阿波斯托洛韋市鎮内的城市及该市镇的行政中心，2020年7月18日前曾為阿波斯托洛韋區的行政中心。該市距離州府聶伯城約160公里，始建於1793年，面積15.83平方公里，海拔高度88米，2022年人口数量为13,069人。

## 图集

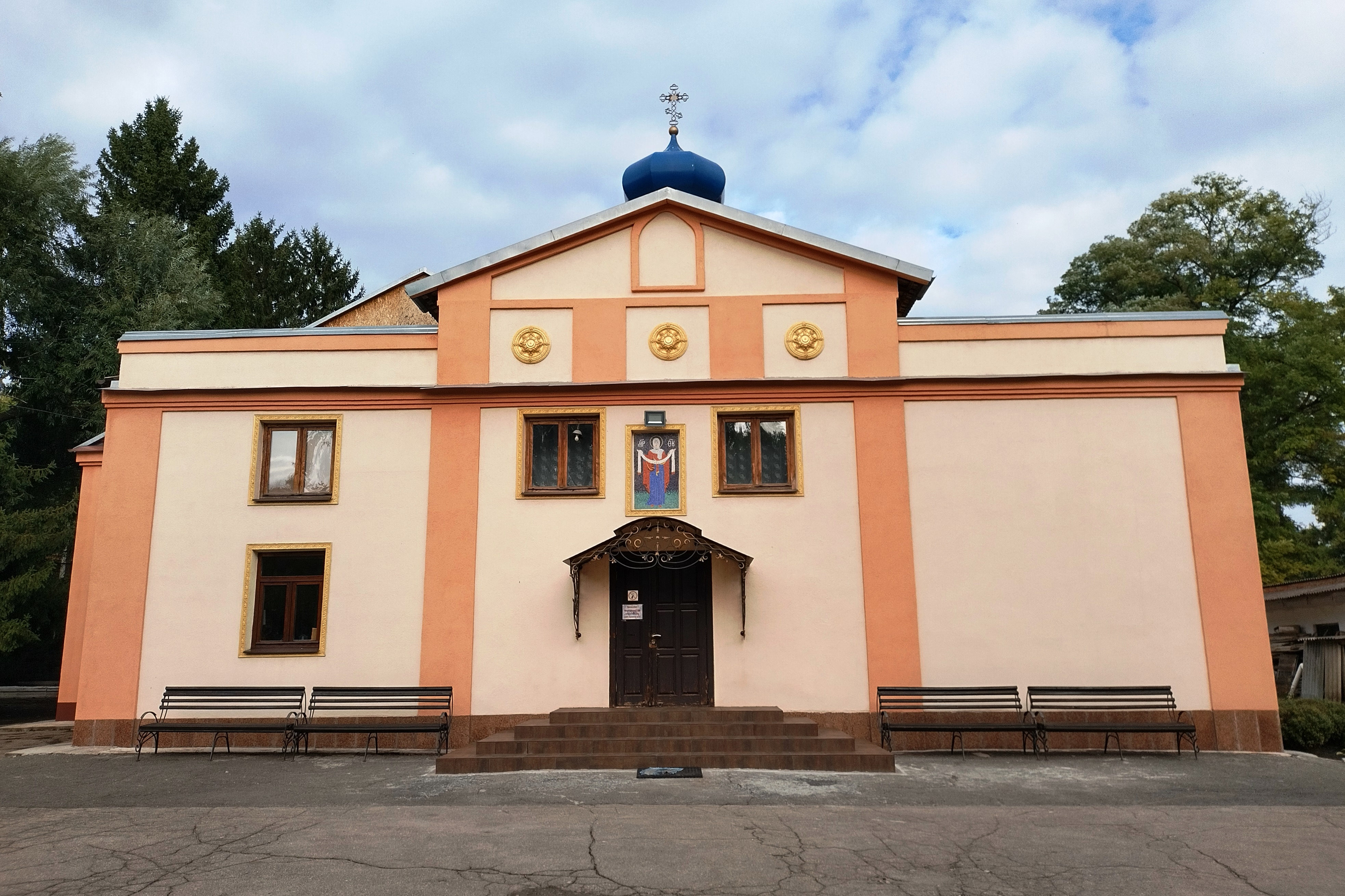
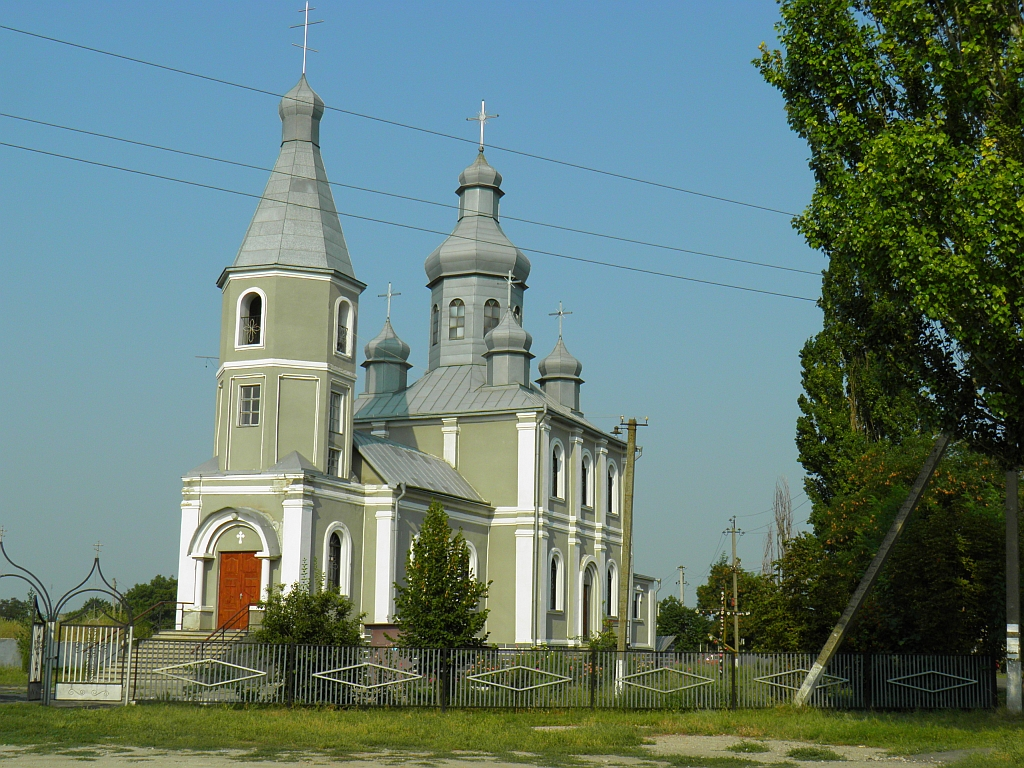
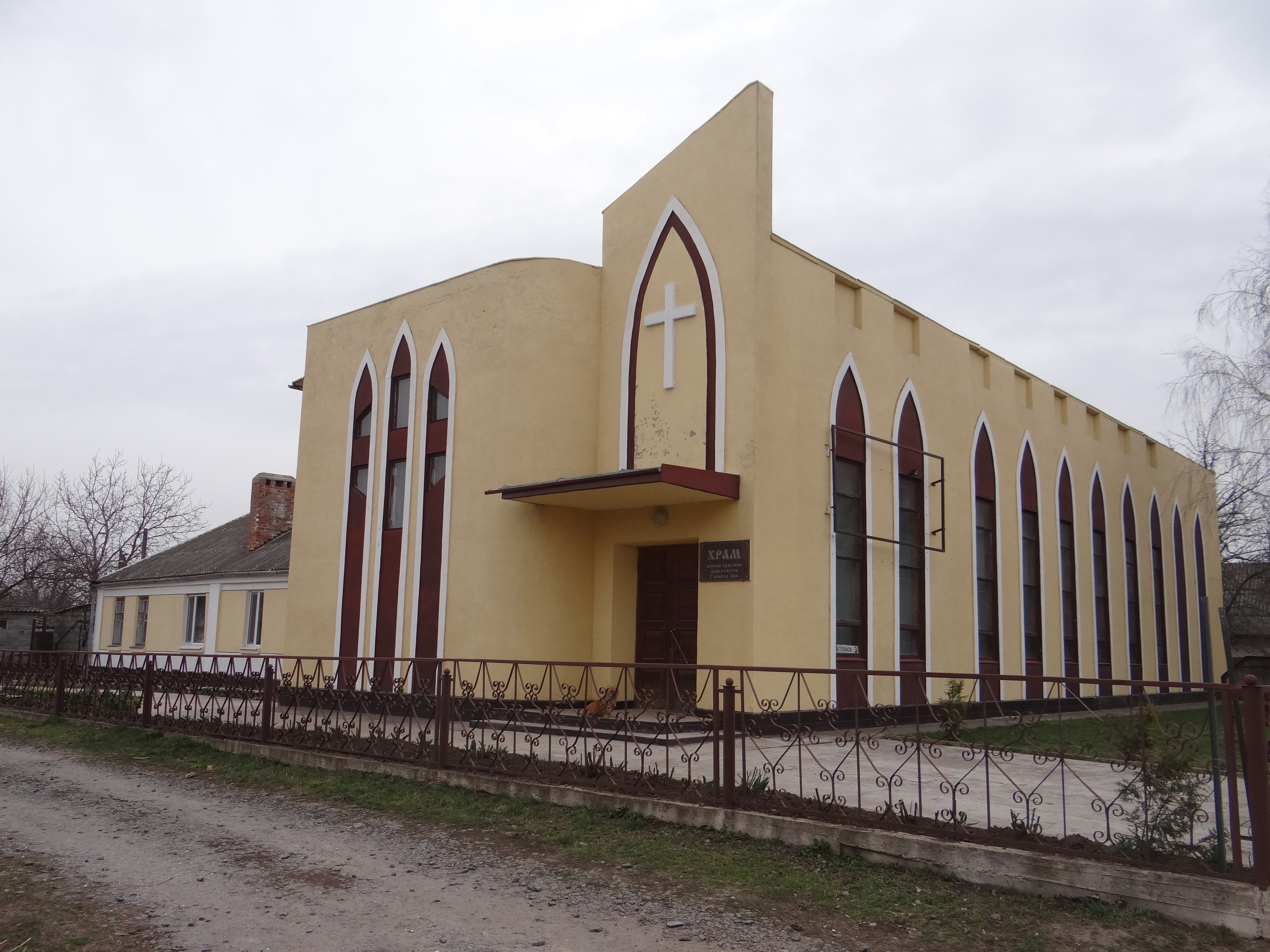
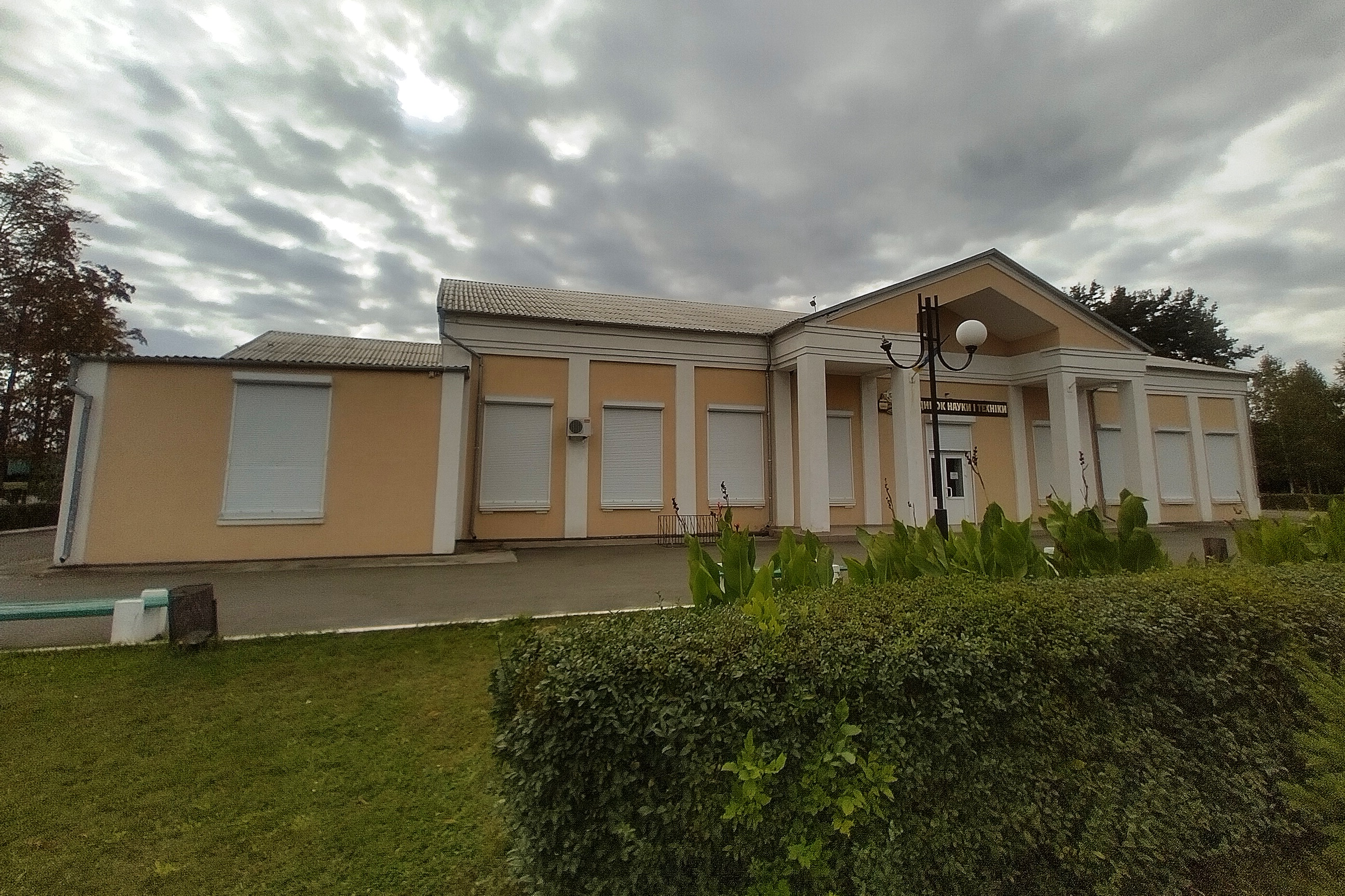
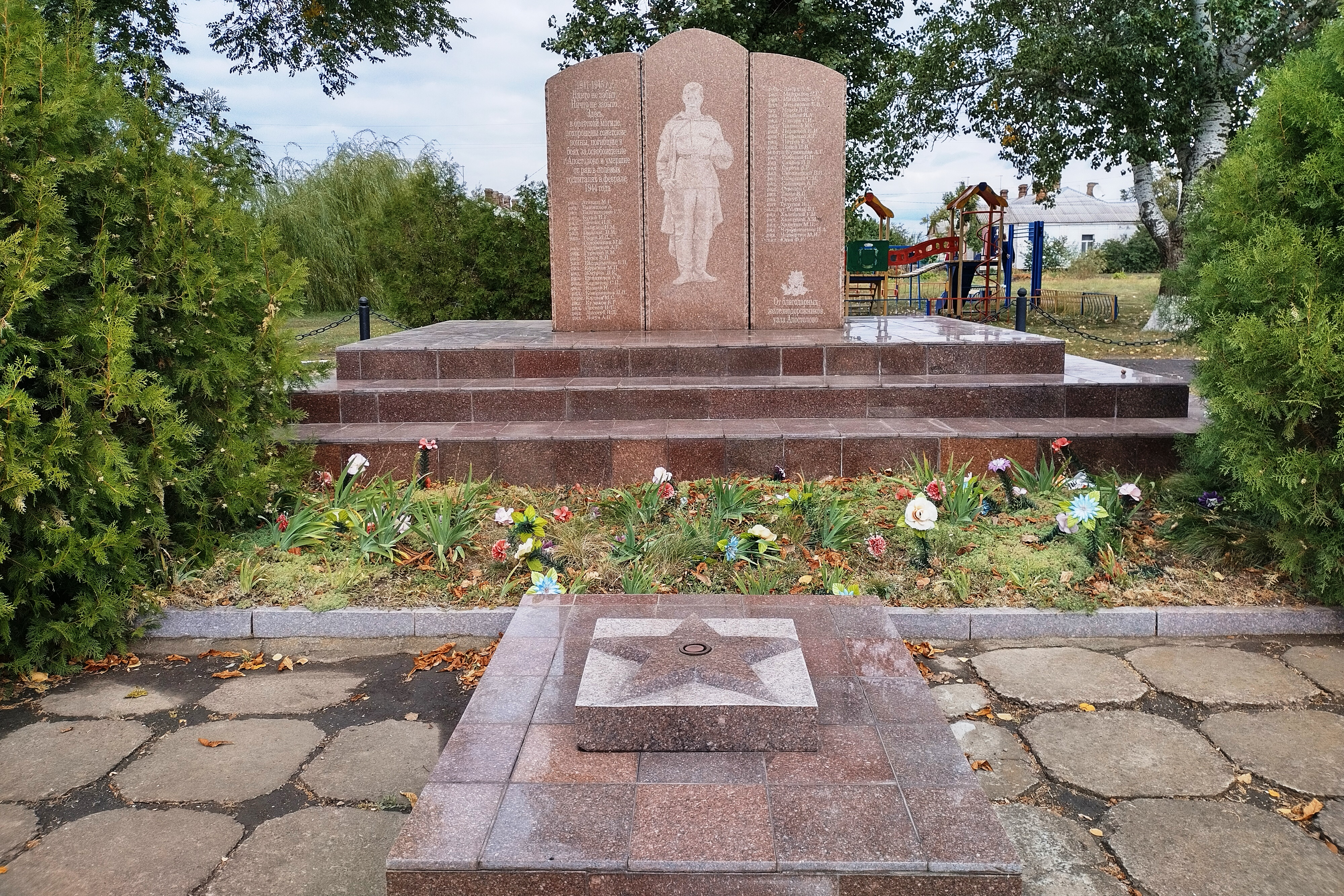
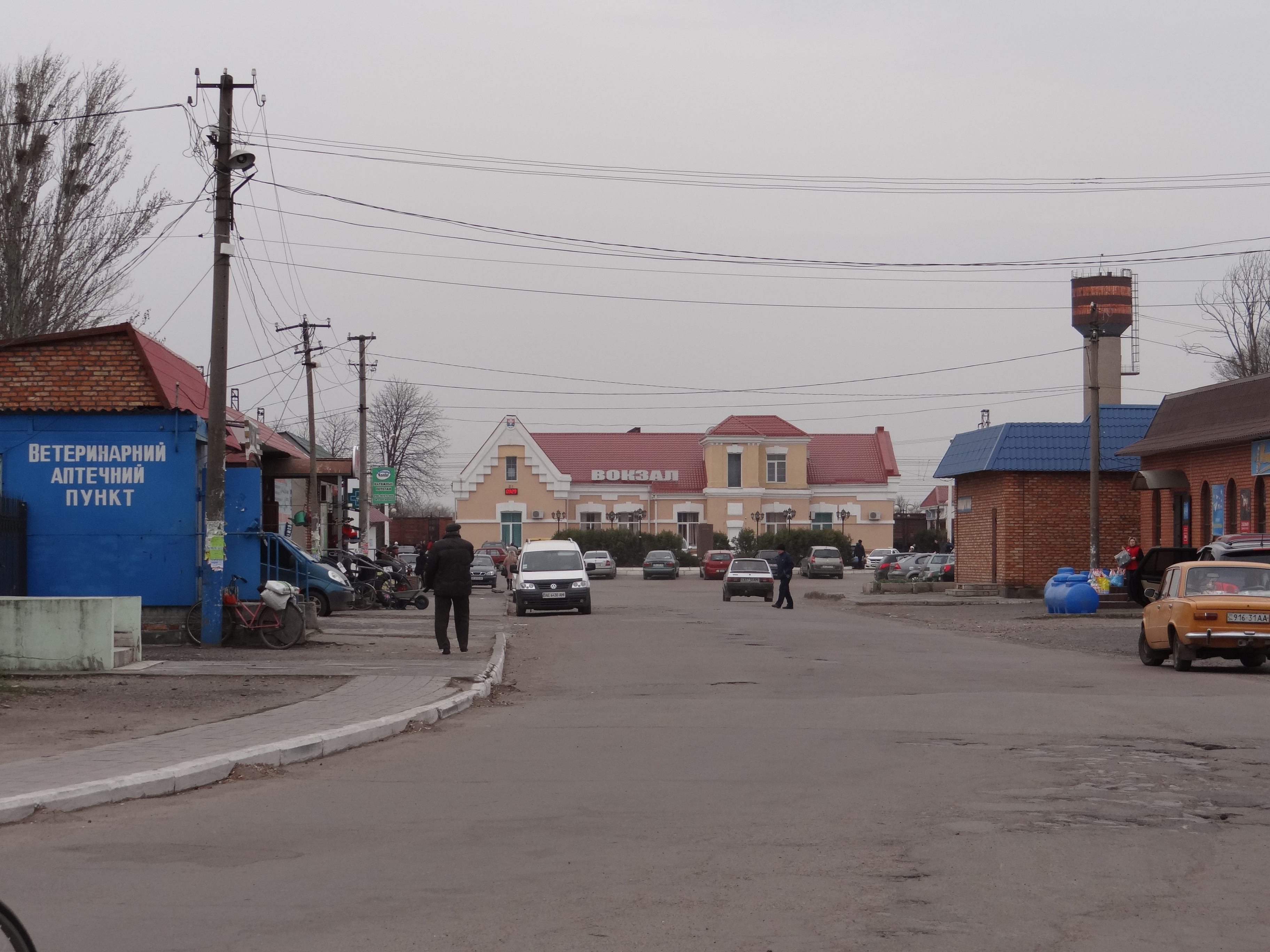
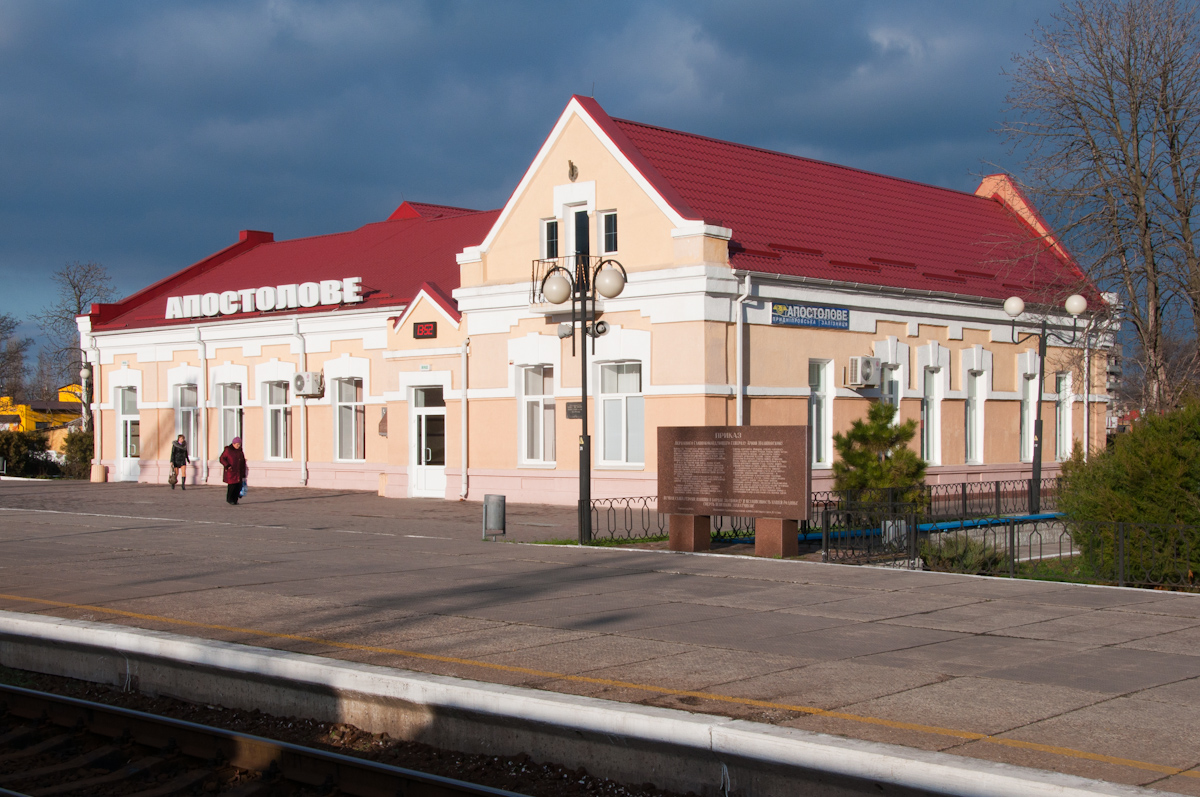
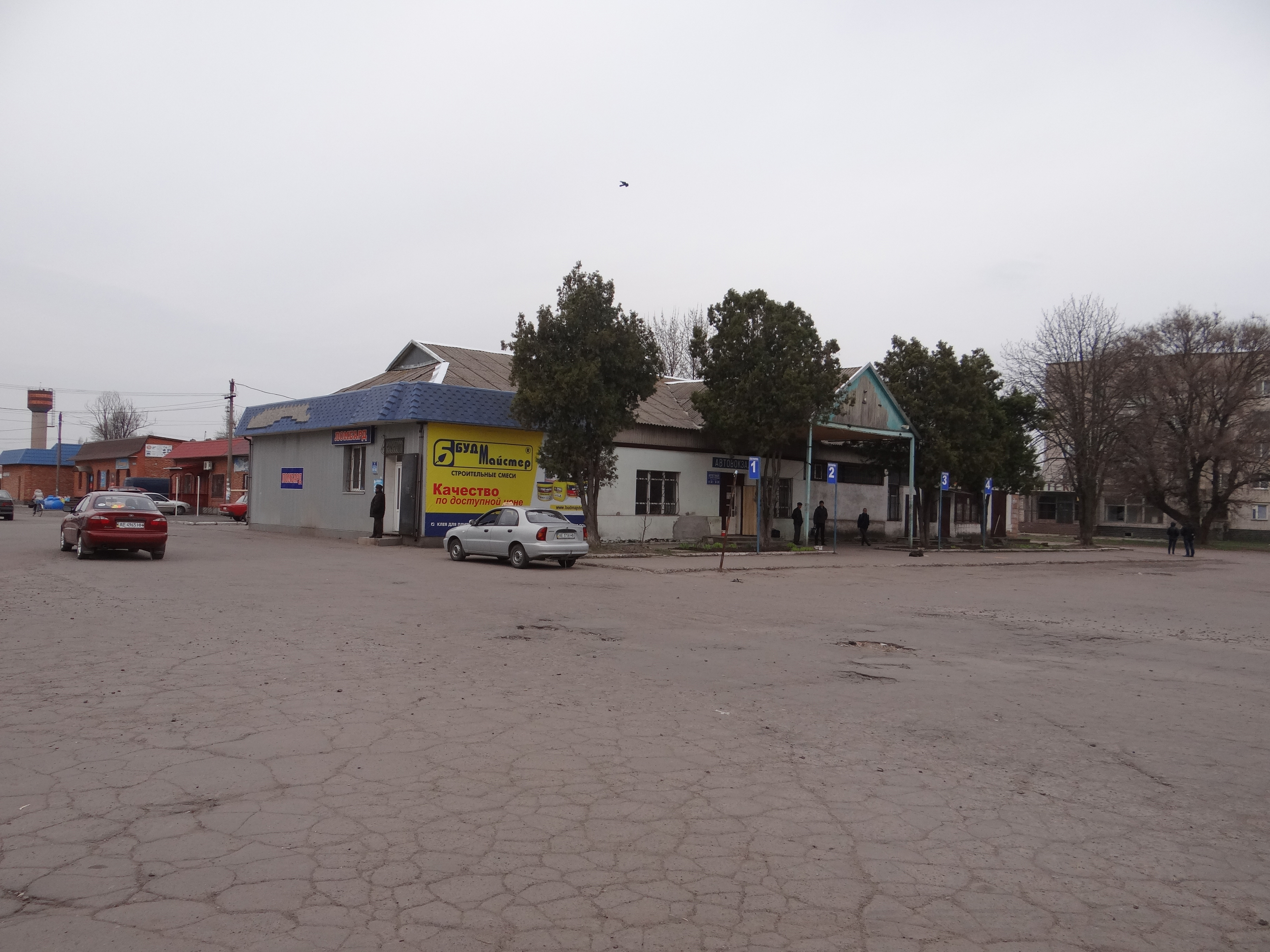

## 來源
1. ↑  周定国 (编). . . 中国对外翻译出版公司. NLC 003756704.[]
2. ↑  . 北京: 中国地图出版社. 2023. ISBN 9787520431699.
3. ↑   (PDF).   [2023-02-23]. （原始内容存档 (PDF)于2022-07-04）.